# Johan Van Overtveldt
Johan Van Overtveldt (Mortsel, 24 augustus 1955) is een Belgisch econoom en politicus voor N-VA en voormalig journalist en redacteur.

## Biografie
Johan Van Overtveldt promoveerde tot licentiaat en in 2001 tot doctor in de Toegepaste Economische Wetenschappen aan de UFSIA en behaalde eveneens een Master of Business Administration aan de Katholieke Universiteit Leuven.
In 1978 werd hij journalist bij het weekblad Trends, waar hij chef economie werd. In 1982 maakte hij de overstap naar het zakenleven en werd hij Credit Officer bij de Bank Brussel Lambert. Vervolgens was hij van 1987 tot 1991 algemeen directeur van het schoenenbedrijf Shoeconfex, van 1991 tot 1992 adviseur bij rubberfabrikant British Tyre & Rubber en van 1993 tot 2008 adviseur bij bouwmaterialenproducent VCR Group. Van 1992 tot 1999 werkte hij opnieuw bij Trends als hoofdredacteur en van 1999 tot 2004 was hij chief economist van het magazine. Van 2004 tot 2010 volgde een nieuwe uitstap, ditmaal naar het Verbond van Kristelijke Werkgevers en Kaderleden. Hij begon er als directeur van de denktank VKW Metena en werd vanaf 2007 algemeen directeur. In 2010 keerde hij een tweede maal terug naar Trends, als hoofdredacteur. Van Overtveldt was tot november 2013 hoofdredacteur van Trends. Ook was hij van september 2011 tot oktober 2012 hoofdredacteur bij zustermagazine Knack.
Hij is auteur van onder meer de boeken Het einde van de Euro, Maandag geen economie meer? en Bernanke's test. Hij doceert sinds 2012 deeltijds macro-economie en economische geschiedenis aan de Universiteit Hasselt. In 2012 kreeg hij de Prijs voor de Vrijheid van denktank Libera!.
Midden november 2013 maakte Van Overtveldt bekend dat hij bij de N-VA aan een politieke carrière begon. De N-VA beloofde hem een prominente rol voor de verkiezingen van mei 2014, dit werd het lijsttrekkerschap voor de Europese verkiezingen. Hij werd verkozen en vervulde het mandaat tot aan zijn ministerschap in oktober 2014. In zijn korte periode als Europees Parlementslid was hij ondervoorzitter van de commissie Economische en Monetaire Zaken.
Op 11 oktober 2014 werd hij minister van Financiën in de regering-Michel I. Vanaf 21 mei 2015 was hij ook bevoegd voor de bestrijding van de fiscale fraude. In deze hoedanigheid was hij onder andere verantwoordelijk voor de taxshift en de verhoging van de btw op elektriciteit. Volgens de oppositie en toenmalig lid van de meerderheid Eric Van Rompuy maakte die taxshift het al grote gat in de Belgische begroting nog groter. Van Overtveldt nam ontslag als minister bij de val van de regering-Michel I op 9 december 2018.
In 2017 verhuisde hij van Kapellen naar Mechelen om daar lijstduwer te kunnen zijn voor zijn partij bij de lokale verkiezingen van 2018. Bij deze verkiezingen werd hij verkozen tot gemeenteraadslid van Mechelen. In januari 2020 nam hij ontslag als gemeenteraadslid van Mechelen om terug in Kapellen te gaan wonen. Daar werd hij in oktober 2024 verkozen tot gemeenteraadslid. 
Bij de verkiezingen van 2019 stond Van Overtveldt op derde plaats van de N-VA-lijst voor het Europees Parlement. Hij werd verkozen met 104.723 voorkeurstemmen. In het Europees Parlement werd hij voorzitter van de Begrotingscommissie, evenals coördinator voor zijn partij in de commissie Economische en Monetaire Zaken. 
In april 2022 werd hij een van de bestuurders van Unbox, het bedrijf dat het proefproject voor het digitaal statiegeld zou willen uitrollen.
Bij de Europese verkiezingen van 9 juni 2024 voerde Van Overtveldt de lijst van zijn partij aan. Hij behaalde 213.609 voorkeurstemmen en werd in de daaropvolgende legislatuur opnieuw voorzitter van de Begrotingscommissie in het Europees Parlement.

## Ereteken
- 2019: Commandeur in de Leopoldsorde[15]